# Marquesado de Moncayo
El marquesado de Moncayo es un título nobiliario español creado por Isabel II por real decreto de 7 de febrero de 1834 y el subsiguiente real despacho de 30 de septiembre de 1834, con el vizcondado previo de Casa Quesada, a favor de Vicente Genaro Quesada y Arango, teniente general de los Reales Ejército, gran cruz de la Real y Distinguida Orden de Carlos III desde 1832, caballero de la Orden de San Hermenegildo y condecorado con la Flor de Lis de Francia, capitán General de las provincias Vascongadas de Castilla la Nueva, Granada, Sevilla, Castilla la Vieja y Andalucía, nieto del II conde de Donadío de Casasola.

## Marqueses de Moncayo
|                                | Titular                                        | Periodo                |
| Creación por Isabel II         | Creación por Isabel II                         | Creación por Isabel II |
| ------------------------------ | ---------------------------------------------- | ---------------------- |
| I                              | Vicente Genaro Quesada y Arango                | 1834-1836              |
| II                             | Luis Gonzaga de Quesada y Mathews de Lancáster | 1838-1883              |
| Rehabiliación por Alfonso XIII |                                                |                        |
| III                            | Agustín Carvajal y Carvajal                    | 1924-1975              |
| IV                             | María del Rocío Rodríguez de Quesada           | 1979-Actualidad        |

## Historia de los marqueses de Moncayo
- Vicente Genaro Quesada y Arango (La Habana, Cuba 19 de septiembre de 1782-Hortaleza, 15 de agosto de 1836), I marqués de Moncayo.[2]

Casó con María Luisa Mathews de Lancáster, Arango y La-Casse. Fueron padres, entre otros, del I marqués de Miravalles, Genaro de Quesada y Mathews de Lancáster, y de su sucesor:
- Luis Gonzaga de Quesada y Mathews de Lancáster (Cádiz, 1813-1 de julio de 1883), II marqués de Moncayo, ostento esta dignidad desde 1838.

Casó con Ramona Rosa de Gayoso, tuvieron por hijos a Vicente y a Luis de Quesada y Gayoso. Ninguno reclamo la sucesión en esta dignidad a la muerte de su padre y el título quedó caducado.
Rehabilitado en 1924 por Alfonso XIII
- Agustín Carvajal y Carvajal (Madrid, 23 de enero de 1900-20 de abril de 1975), III marqués de Moncayo.[3] Hijo de Guillermo Carvajal y Jiménez de Molina, XII marqués de Valdefuentes, y María África de Carvajal y Quesada.

Casó con María Isabel de Allende e lsasi. Sin descendencia, sucedió:
- María del Rocío Rodríguez de Quesada, IV marquesa de Moncayo.[4]

Casada con Cándido Rosado Sánchez. Su hijo, Cándido Rosado Rodríguez ha solicitado la sucesión en el marquesado.